# Théorème de Krull–Schmidt
En mathématiques, le théorème de Krull-Schmidt énonce qu'un groupe soumis à certaines conditions de finitude sur des chaînes de sous-groupes, peut être écrit de manière unique comme un produit direct fini de sous-groupes indécomposables.

## Définitions
On dit qu'un groupe G satisfait la condition de chaîne sur les sous-groupes si toute suite de sous-groupes de G :
{\displaystyle 1=G_{0}\leq G_{1}\leq G_{2}\leq \cdots \,}
est ultimement constant, c'est-à-dire qu'il existe N tel que G N = G N +1 = G N +2 = . . . . On dit que G satisfait la condition de chaîne sur les sous-groupes distingués si toute suite de sous-groupes distingués de G devient finalement constante.
De même, on peut définir la condition de chaîne décroissante sur les sous-groupes (distingués), en s'intéressant à toutes les suites décroissantes des sous-groupes (distingués) :
{\displaystyle G=G_{0}\geq G_{1}\geq G_{2}\geq \cdots .\,}
Clairement, tous les groupes finis satisfont aux conditions ascendantes et descendantes de chaîne sur les sous-groupes. Le groupe cyclique infini {\displaystyle \mathbf {Z} } satisfait la condition ascendante mais pas descendante, puisque (2) > (2) 2 > (2) 3 > ... est une suite décroissante infinie de sous-groupes. D'autre part, la partie de {\displaystyle p^{\infty }}-torsion de {\displaystyle \mathbf {Q} /\mathbf {Z} } (le groupe de Prüfer) satisfait la condition descendante mais pas ascendante.
On dit qu'un groupe G est indécomposable s'il ne peut s'écrire comme un produit direct de sous-groupes non triviaux G = H × K.

## Enoncé
Si {\displaystyle G} est un groupe qui satisfait la condition ascendante et aussi la condition descendante de chaîne sur des sous-groupes distingués, alors il y a exactement une façon d'écrire {\displaystyle G} comme produit direct {\displaystyle G_{1}\times G_{2}\times \cdots \times G_{k}\,} d'un nombre fini de sous-groupes indécomposables de {\displaystyle G}, à l'ordre près.

## Preuve
Prouver l'existence est relativement simple: soit S l'ensemble de tous les sous-groupes distingués qui ne peuvent pas être écrits comme un produit de sous-groupes indécomposables. Or tout sous-groupe indécomposable est (trivialement) le produit direct à un terme de lui-même, donc décomposable. Si Krull-Schmidt est faux, alors S contient G ; on peut donc construire itérativement une série décroissante de facteurs ; cela contredit la condition de chaîne descendante. On peut alors inverser la construction pour montrer que tous les facteurs directs de G apparaissent ainsi.
La preuve de l'unicité, en revanche, est assez longue et nécessite une suite de lemmes techniques. Pour une exposition complète, cf.

## Remarque
Le théorème n'affirme pas l'existence d'une décomposition non triviale, mais simplement que ces deux décompositions (si elles existent) sont les mêmes.

## Théorème de Krull – Schmidt pour les modules
Si {\displaystyle E\neq 0} est un module qui satisfait les conditions de chaînes sur les sous-modules (c'est-à-dire qu'il est à la fois noethérien et artinien ou - de manière équivalente - de longueur finie), alors {\displaystyle E} est une somme directe de modules indécomposables. À permutation près, les composantes indécomposables d'une telle somme directe sont déterminées de manière unique.
Si l'on suppose {\displaystyle E} seulement artinien ou noethérien alors l'on a toujours une décomposition de {\displaystyle E} en somme directe de modules indécomposables, mais l'unicité d'une telle décomposition est, dans le cas général, perdue .

## Histoire
Le théorème de Krull-Schmidt actuel a été prouvé pour la première fois par Joseph Wedderburn ( Ann. of Math (1909)), pour les groupes finis, bien qu'il mentionne une étude antérieure de G. A. Miller.
La thèse de Robert Remak (1911) a dérivé le même résultat d'unicité que Wedderburn mais a également prouvé (dans une terminologie moderne) que le groupe des automorphismes centraux agit transitivement sur l'ensemble des décompositions directes de longueur maximale d'un groupe fini. À partir de ce théorème plus fort, Remak a également prouvé divers corollaires, notamment que les groupes avec un centre trivial et des groupes parfaits ont une décomposition de Remak unique.
Otto Schmidt (Sur les produits directs, SMF Bull. 41 (1913), 161–164), a simplifié les principaux théorèmes de Remak. Sa méthode améliore l'utilisation par Remak des idempotents pour créer les automorphismes centraux appropriés. Remak et Schmidt ont publié des preuves et des corollaires à leurs théorèmes ultérieures.
Wolfgang Krull (Über verallgemeinerte endliche Abelsche Gruppen, MZ 23 (1925) 161–196), est revenu au problème initial de G. A. Miller des produits directs des groupes abéliens en s'étendant à certains types de modules avec des conditions de chaîne ascendantes et descendantes.
O. Ore a unifié les preuves de diverses catégories, notamment les groupes finis, les groupes d'opérateurs abéliens, les anneaux et les algèbres en prouvant que le théorème d'échange de Wedderburn est valable pour les réseaux modulaires avec des conditions de chaîne descendantes et ascendantes.